# Liu Yang (astronautka)
Liu Yang, chiń. upr. 刘洋; chiń. trad. 劉洋; pinyin Liú Yáng (ur. 6 października 1978 w Zhengzhou, prowincja Henan) – pierwsza Chinka w przestrzeni kosmicznej, pilotka i tajkonautka.

## Życiorys
Wychowała się w rodzinie robotniczej w Zhengzhou. Służbę w chińskim lotnictwie wojskowym pełniła od 1997 roku. W 2001 w stopniu porucznika ukończyła studia w Akademii Sił Powietrznych w Changchun, następnie była pilotem wojskowym w 13 Dywizji Lotniczej Sił Powietrznych Chińskiej Armii Ludowo-Wyzwoleńczej – wylatała 1680 godzin. Już na początku swojej kariery lotniczej, w 2003 – po zderzeniu ze stadem ptaków, kiedy samolot utracił ciąg w jednym silniku – zmuszona była do lądowania awaryjnego. W 2009 uzyskała awans na stopień majora. Jest pilotem wojskowym II klasy. Przed wyznaczeniem do programu kosmicznego była zastępcą dowódcy eskadry lotnictwa transportowego w Wuhanie.
Od maja 2001 jest członkiem Komunistycznej Partii Chin. Biegle włada językiem angielskim.
Mężatka (od 2004), co jest warunkiem sine qua non dla chińskiej kobiety-kosmonautki. Mąż jest oficerem sił powietrznych. Mają jedno dziecko.

### Kariera astronauty
W maju 2009 została jedną z 21 kandydatek do lotu w kosmos. Po przejściu kolejnych etapów selekcji, w marcu 2010 została jedną z dwóch kobiet włączonych do drugiej grupy chińskich astronautów. Przeszła dwuletni okres przeszkolenia w centrum szkolenia chińskich kosmonautów w Pekinie. W marcu 2012 wyznaczono ją do składu załogi misji Shenzhou 9, choć ostateczne potwierdzenie, że to właśnie ona, a nie druga astronautka Wang Yaping poleci w kosmos, nastąpiło zaledwie dzień przed startem. Datę startu wyznaczono w 49. rocznicę lotu kosmicznego pierwszej kosmonautki świata – Walentyny Tierieszkowej.
W dniach 16–29 czerwca 2012 w składzie trzyosobowej załogi misji Shenzhou 9 jako pierwsza chińska kobieta odbyła rekordowo długi dla chińskiej kosmonautyki lot kosmiczny. Liu Yang uczestniczyła w nim w charakterze kosmonauty-badacza, odpowiedzialnego za realizację programu naukowego lotu oraz przeprowadzenie eksperymentów biologiczno-medycznych. Została 56. kobietą, która poleciała w kosmos. W przestrzeni kosmicznej spędziła 12 dni, 15 godzin, 25 minut i 24 sekund.
W październiku 2012 decyzją KC KPCh została nagrodzona tytułem honorowym Kosmonauta-bohater oraz orderem „Za zasługi w dziedzinie badania przestrzeni kosmicznej” III stopnia.
Stowarzyszenie Uczestników Lotów Kosmicznych (Association of Space Explorers) przyznało jej Universal Astronaut Insignia za lot orbitalny (nr 525).